# アイデシア
アイデシア (ギリシャ語: Αἰδεσία）は、5世紀アレクサンドリア出身のネオプラトニズムの女性哲学者。 シュリアノスの親族で、ヘルメイアスの妻。美貌と徳を兼ね備えた人物として知られた。夫の死後、貧困の軽減に尽力し、息子のアンモニオス、ヘリオドロスの教育に力を入れた。その後息子たちと共に哲学を学ぶべくアテナイへ赴き、プロクロスら哲学者から卓越した評価を受けた。